# Condé-sur-Vire
Pour les articles homonymes, voir Condé.
Condé-sur-Vire est une commune française, située dans le département de la Manche en région Normandie, peuplée de 4 136 habitants.
Le 1er janvier 2016, la commune devient une commune nouvelle en fusionnant avec Le Mesnil-Raoult (403 habitants en 2013), puis l'année suivante intègre Troisgots (317 habitants en 2014).

## Géographie
La commune est en pays saint-lois. Son bourg est à 5 km à nord-ouest de Torigni-sur-Vire, à 10 km au sud de Saint-Lô et à 10 km au nord de Tessy-sur-Vire.
Le territoire est traversé du sud-est au nord-ouest par la route nationale 174 à 2×2 voies dont deux accès sont sur le territoire. L'un, au sud-est du bourg et également à proximité du bourg de Torigni-sur-Vire, permet de rejoindre l'A84 (sortie 40 à Guilberville) ou Vire, l'autre au nord-est, relié au bourg par la D 551, mène à Saint-Lô. L'ancien tracé qui jouxte la N 174 et qui ne traverse pas le bourg, a été déclassé en route départementale no 974. Le bourg de Condé est relié à Torigni-sur-Vire par la D 53 qui se prolonge à l'ouest vers Saint-Samson-de-Bonfossé. Il est également traversé par la D 86 qui mène à Sainte-Suzanne-sur-Vire et à Saint-Lô au nord et à Giéville au sud. La D 286 part également du bourg et mène à Saint-Jean-des-Baisants au nord-est. Partant de la D 86 au sud du bourg, la D 551 va vers Domjean. Deux autres routes départementales empruntent le nord du territoire communal : la D 449 qui relie Sainte-Suzanne à Saint-Jean-des-Baisants et la D 549 qui mène de Sainte-Suzanne à La Barre-de-Semilly.
Comme l'indique son nom, Condé-sur-Vire est dans le bassin de la Vire qui borde son territoire à l'ouest. Les eaux de celui-ci sont collectées par le Hamel (ou ruisseau de Précorbin, ou Précurbin), affluent du fleuve côtier, qui arrose le sud du bourg.
Le point culminant (153 m) se situe au nord-est, près du lieu-dit le Hameau Barbey, à la sortie de la D 449 du territoire. Le point le plus bas (17 m) correspond à la sortie de la Vire du territoire, à l'ouest. La commune est bocagère comme la plupart des communes du département.
| Baudre                                | Saint-Lô, La Barre-de-Semilly    | Saint-Jean-d'Elle    |
| Sainte-Suzanne-sur-Vire, Bourgvallées | Condé-sur-Vire, commune nouvelle | Saint-Amand-Villages |
| Moyon Villages, Tessy-Bocage          | Domjean,Torigny-les-Villes       | Torigny-les-Villes   |

| Baudre, Sainte-Suzanne-sur-Vire          | Saint-Lô (sur 50 m), La Barre-de-Semilly | Saint-Jean-des-Baisants                    |
| La Mancellière-sur-Vire, Saint-Romphaire | Condé-sur-Vire, commune déléguée         | Saint-Amand                                |
| Le Mesnil-Raoult, Troisgots              | Brectouville                             | Torigni-sur-Vire, Giéville (par un angle), |

Commune étendue d'un pays (le Bocage normand) où l'habitat est dispersé, ses nombreux lieux-dits sont, du nord-ouest à l'ouest, dans le sens horaire : Hure de Loup, la Durandière, le Val, Giesville, Chien de la Ville, les Hauts Vents, les Fontaines, Chapelle Saint-Jean-de-Brébeuf, la Barbée, la Campagne, les Closets, la Lande, la Marquerie, la Grange aux Lapins, Cotigny (au nord), la Faverie, l'Hôtel Vannier, Sous le Bosq, la Petitière, le Hameau Barbey, Villeneuve, le Bruley, la Carbonnière, la Pinçonnière, la Petite Carbonnière, la Sinnelière, la Pajoterie, la Bernerie, la Coutainnerie, le Rocher, le Clos Huet, la Rue, la Bouinière, la Tringalle, la Racherie, le Focq, Bonne Vierge, la Petite Carbonnière, le Côtil, la Hamelière, la Vassourie (à l'est), le Hamel, la Butte, l'Opinière, les Hayes, la Causcannière, le Sault, les Feugrets, la Fauquetière, le Mesnil, la Planquerie, la Boulaye, Argilly, la Hamelinière, la Renaudière, la Houitière, les Roquettes, la Couvanne, Belmour, la Plotinnière, la Dannerie, la Vautellerie, l'Égrat, la Coquerie, Rouge Doui, le Cerisier, le Houx, le Pré, le Fets (au sud), Cats de Ça, le Rouge Camp, la Pédoyère, Pont de la Roque, les Roches de Ham, les Fontaines de Bas, les Fontaines de Haut, le Bust, les Carrières, la Boisselière, le Moulin de Vire, la Godardière, Ferme du Pont, la Bélinière, Monthurel, la Vassonnière, les Aunays, la Mautelière, le Bourg, le Pont de Vire (à l'ouest), Murlucouf, la Mignonerie, le Herpeux, le Calvaire, la Planquette, le Mesnil Grimault, Arganchy, la Bouteillerie, l'Épine Fraut et la Meslerie.

### Hydrographie
La commune est située dans le bassin Seine-Normandie. Elle est drainée par la Vire, le Marqueran, le cours d'eau 01 de la Bélinière, le Fumichon, le ruisseau de Balencon, le ruisseau de Precurbin, un bras de la Vire, le cours d'eau 01 de la commune de Condé-sur-Vie, le cours d'eau 01 de la Couvanne, le cours d'eau 01 de la Lande Mathieu, le cours d'eau 01 de la Planquette, le cours d'eau 01 de Murlucouf, le cours d'eau 01 du Pont de Vire, le cours d'eau 02 de Cotigny, le fossé 01 de la commune de Brectouville, le fossé 01 de l'Écluse, le fossé 01 de l'Oblinière, le fossé 01 du Focq, la Vire et divers autres petits cours d'eau,.
La Vire, d'une longueur de 128 km, prend sa source dans la commune de Vire Normandie et se jette  dans la baie de Seine en limite d'Osmanville et de Carentan-les-Marais, après avoir traversé 27 communes. Les caractéristiques hydrologiques de la Viresur la commune de Tessy-Bocage. Le débit moyen mensuel est de 9,85 m3/s. Le débit moyen journalier maximum est de 234 m3/s, atteint lors de la crue du 26 janvier 1995. Le débit instantané maximal est quant à lui de 199 m3/s, atteint le 27 janvier 1995.

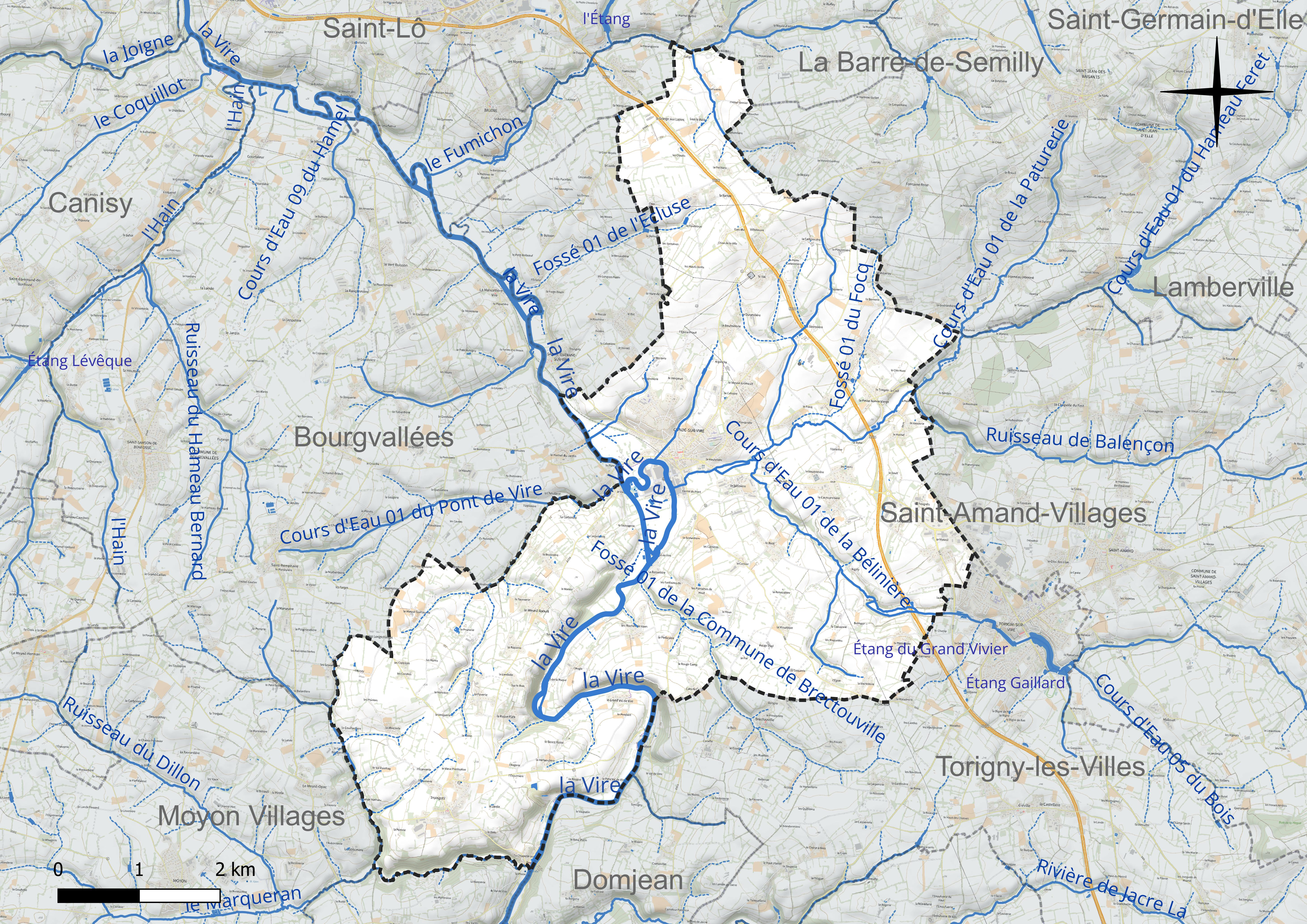
Réseau hydrographique de Condé-sur-Vire.

Le Marqueran, d'une longueur de 11 km, prend sa source dans la commune de Villebaudon et se jette  dans la Vire en limite de Tessy-Bocage et de la commune, après avoir traversé six communes. 

### Climat
Le climat qui caractérise la commune est qualifié, en 2010, de « climat océanique franc », selon la typologie des climats de la France qui compte alors huit grands types de climats en métropole. En 2020, la commune ressort du type « climat océanique » dans la classification établie par Météo-France, qui ne compte désormais, en première approche, que cinq grands types de climats en métropole. Ce type de climat se traduit par des températures douces et une pluviométrie relativement abondante (en liaison avec les perturbations venant de l'Atlantique), répartie tout au long de l'année avec un léger maximum d'octobre à février.
Les paramètres climatiques qui ont permis d’établir la typologie de 2010 comportent six variables pour les températures et huit pour les précipitations, dont les valeurs correspondent à la normale 1971-2000. Les sept principales variables caractérisant la commune sont présentées dans l'encadré ci-après.
| Paramètres climatiques communaux sur la période 1971-2000 - Moyenne annuelle de température : 10,8 °C - Nombre de jours avec une température inférieure à −5 °C : 1,9 j - Nombre de jours avec une température supérieure à 30 °C : 1,5 j - Amplitude thermique annuelle : 12,2 °C - Cumuls annuels de précipitation : 852 mm - Nombre de jours de précipitation en janvier : 13,8 j - Nombre de jours de précipitation en juillet : 8,2 j |

Avec le changement climatique, ces variables ont évolué. Une étude réalisée en 2014 par la Direction générale de l'Énergie et du Climat complétée par des études régionales prévoit en effet que la température moyenne devrait croître et la pluviométrie moyenne baisser, avec toutefois de fortes variations régionales. La station météorologique de Météo-France installée sur la commune et mise en service en 1968 permet de connaître en continu l'évolution des indicateurs météorologiques. Le tableau détaillé pour la période 1981-2010 est présenté ci-après.
| Mois                                  | jan.            | fév.             | mars             | avril         | mai           | juin          | jui.           | août           | sep.          | oct.            | nov.            | déc.            | année     |
| ------------------------------------- | --------------- | ---------------- | ---------------- | ------------- | ------------- | ------------- | -------------- | -------------- | ------------- | --------------- | --------------- | --------------- | --------- |
| Température minimale moyenne (°C)     | 2               | 1,6              | 3,3              | 4,2           | 7,6           | 10,1          | 12,1           | 11,9           | 9,5           | 7,5             | 4,3             | 2,3             | 6,4       |
| Température moyenne (°C)              | 5,4             | 5,5              | 7,8              | 9,4           | 13            | 15,7          | 17,8           | 17,7           | 15,1          | 12              | 8,2             | 5,6             | 11,1      |
| Température maximale moyenne (°C)     | 8,7             | 9,4              | 12,3             | 14,7          | 18,4          | 21,2          | 23,5           | 23,5           | 20,7          | 16,6            | 12,1            | 8,9             | 15,9      |
| Record de froid (°C) date du record   | −19 17.01.1985  | −12,8 10.02.1986 | −10,5 07.03.1971 | −5,5 08.04.03 | −3 05.05.1979 | 0 04.06.1991  | 2,9 04.07.1984 | 2,1 28.08.1974 | −1 27.09.1972 | −6,2 30.10.1997 | −8,9 27.11.1989 | −11,8 29.12.05  | −19 1985  |
| Record de chaleur (°C) date du record | 16,6 09.01.1998 | 21,8 27.02.19    | 24,8 30.03.21    | 27 29.04.1994 | 30,9 27.05.05 | 36,3 29.06.19 | 37 23.07.19    | 38,3 05.08.03  | 32,8 14.09.20 | 28,6 02.10.11   | 20,6 06.11.03   | 17,1 23.12.1977 | 38,3 2003 |
| Précipitations (mm)                   | 98,2            | 71,3             | 75,9             | 63,7          | 69,7          | 61            | 56,2           | 59,4           | 73,3          | 99              | 97,8            | 112             | 937,5     |

## Urbanisme

### Typologie
Au 1er janvier 2024, Condé-sur-Vire est catégorisée commune rurale à habitat dispersé, selon la nouvelle grille communale de densité à sept niveaux définie par l'Insee en 2022. Elle appartient à l'unité urbaine de Condé-sur-Vire, une unité urbaine monocommunale constituant une ville isolée,. Par ailleurs la commune fait partie de l'aire d'attraction de Saint-Lô, dont elle est une commune de la couronne,. Cette aire, qui regroupe 63 communes, est catégorisée dans les aires de 50 000 à moins de 200 000 habitants,.

## Toponymie
Le toponyme est attesté sous la forme de Condeto en 1159 et vers 1350.
Condé est l'évolution phonétique du gallo-roman CONDĀTE en langue d'oïl. Ce type toponymique est issu du gaulois condate « confluence, réunion ». On le rencontre dans de nombreux noms de communes, dont le déterminant complémentaire est souvent le nom du cours d'eau principal, ici la Vire.
Le gentilé est Condéen.

## Histoire

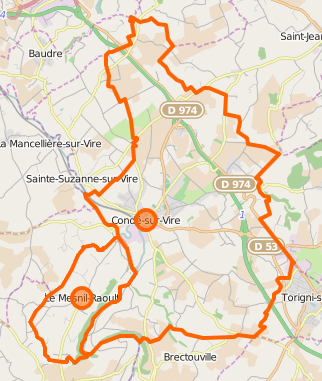
Limite de la commune nouvelle.

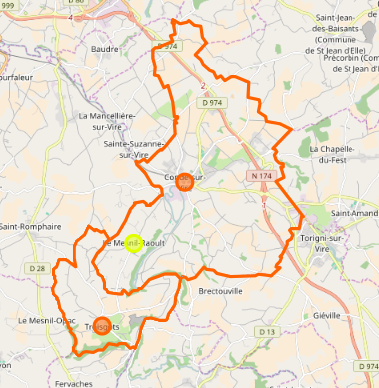
Limite de la commune nouvelle (2017).

Le territoire était divisé en trois portions, un nommé Bélenière, le second qui avait pour patron le seigneur de Condé, et le troisième, celui du Pont, relevait du seigneur de Biéville.
Entre le 11 et 12 août 1830, Charles X passa devant les allées de Trécœur.
Lors de la bataille de Normandie, la ville est libérée le 29 juillet 1944 par la 35e division d'infanterie américaine. Une stèle en l'honneur des libérateurs a été érigée à droite de l'église.
Courant 2015, les communes de Condé-sur-Vire et du Mesnil-Raoult décident créer une commune nouvelle baptisée « Condé-sur-Vire » qui doit voir le jour le 1er janvier 2016. L'arrêté préfectoral fixant les conditions a été publié le 28 septembre 2015.
L'année suivante, la commune s’agrandit encore avec l'intégration de la commune de Troisgots avec un effet au 1er janvier 2017. Au 15 mars 2020, les communes déléguées sont supprimées par décision du conseil municipal,.

## Politique et administration

### Tendances politiques et résultats
Candidats ou listes ayant obtenu plus de 5 % des suffrages exprimés lors des dernières élections politiquement significatives.
- Présidentielle 2017[47] (configuration commune nouvelle) :
  - 1er tour (86,91 % de votants) : Emmanuel Macron (EM) 27,18 %, Marine Le Pen (FN) 21,39 %, François Fillon (LR) 20,71 %, Jean-Luc Mélenchon (FI) 15,64 %, Nicolas Dupont-Aignan (DLF) 5,63 %, Benoît Hamon (PS) 5,34 %.
  - 2e tour (83,03 % de votants) : Emmanuel Macron (EM) 68,30 %, Marine Le Pen (FN) 31,70 %.
- Régionales 2015[48] (configuration ancienne commune) :
  - 1er tour (55,04 % de votants) : Hervé Morin (Union de la droite) 36,54 %, Nicolas Bay (FN) 24,89 %, Nicolas Mayer-Rossignol (Union de la gauche) 21,88 %, Yanic Soubien (EÉLV) 5,26 %.
  - 2e tour (65,25 % de votants) : Hervé Morin (Union de la droite) 44,50 %, Nicolas Mayer-Rossignol (Union de la gauche) 31,76 %, Nicolas Bay ([FN) 23,74 %.
- Européennes 2014[49] (46,74 % de votants) : FN (Marine Le Pen) 29,17 %, UMP (Jérôme Lavrilleux) 23,29 %, PS-PRG (Gilles Pargneaux) 15,64 %, UDI - MoDem (Dominique Riquet) 11,95 %, EÉLV (Karima Delli) 5,54 %.
- Législatives 2012[50] :
  - 1er tour (64,54 % de votants) : Philippe Gosselin (UMP) 41,20 %, Christine Le Coz (PS) 39,55 %, Denis Féret (FN) 8,40 %.
  - 2e tour (63,18 % de votants) : Philippe Gosselin (UMP) 51,45 %, Christine Le Coz (PS) 48,55 %.
- Les électeurs de la commune placent Laurent Pien et Patricia Auvray-Levillain (Divers droite) en tête au premier et au second tour des élections départementales de 2015[51].
- Les électeurs de la commune placent Yves Fauvel (Majorité présidentielle) en tête au premier et au second tour des élections cantonales de 2011[52].
- Les électeurs de la commune placent Jean-François Le Grand (Liste de la majorité) en tête au premier tour des élections régionales de 2010[53] et Laurent Beauvais (Liste d'Union de la gauche) en tête au second tour.
- Les électeurs de la commune placent René Garrec (Liste de droite) en tête au premier et au second tour des élections régionales de 2004[54].

### Administration municipale
| Période                                  | Période      | Identité                         | Étiquette       | Qualité                                                                                                  |
| ---------------------------------------- | ------------ | -------------------------------- | --------------- | --- |
| Les données manquantes sont à compléter. |              |                                  |                 | |
| 1802                                     | 1812         | Charles Vaudevire                |                 | |
| 1812                                     | 1815         | Louis Laforge père               |                 | |
| 1815                                     | 1830         | C.E. de Gourmont                 |                 | |
| 1830                                     | 1835         | Louis Laforge père               |                 | |
| 1835                                     | 1843         | François Heussebrot              |                 | |
| 1843                                     | 1855         | Louis Laforge fils               |                 | |
| 1855                                     | 1861         | François Heussebrot              |                 | |
| 1861                                     | 1870         | Jean Chardine                    |                 | |
| 1870                                     | 1871         | Jean-François Hébert             |                 | Fait fonction de maire                                                                                   |
| 1871                                     | 1878         | Jean-Baptiste Hubart             |                 | Fait fonction de maire                                                                                   |
| 1878                                     | 1888         | Alexandre Lhermitte              |                 | |
| 1888                                     | 1892 (décès) | Jean-Louis Laforge               |                 | |
| 1892                                     | 1915         | Pierre-Louis Leneveu (1856-1920) |                 | Cultivateur, ancien premier adjoint                                                                      |
| 1915                                     | 1927         | Édouard Marie                    |                 | Propriétaire                                                                                             |
| 1927                                     | 1941 (décès) | Victor Brûlé-Beaufils            |                 | Distillateur                                                                                             |
| 1941                                     | 1941         | Joseph Houillot                  |                 | Fait fonction de maire                                                                                   |
| 1942                                     | 1945         | Médéric Gosselin                 |                 | |
| mai 1945                                 | mars 1977    | Auguste Grandin                  | Réf. État (MPM) | Industriel laitier Député de la Manche (1956 → 1958) Président de la Chambre d’agriculture (1964 → 1974) |
| mars 1977                                | mars 1983    | Noëlle Lemaître                  |                 | Anesthésiste                                                                                             |
| mars 1983                                | juin 1995    | Jean-Louis Pochon (1938-2021)    | DVD             | Directeur d'Elle & Vire                                                                                  |
| juin 1995                                | mars 2008    | Roland Dives                     | DVD puis UMP    | Cadre Elle & Vire                                                                                        |
| mars 2008                                | avril 2014   | Chantal Jouin                    | SE-DVD          | Principale de collège                                                                                    |
| avril 2014                               | En cours     | Laurent Pien                     | MoDem           | Ingénieur territorial 2e vice-président de Saint-Lô Agglo Maire délégué de Condé-sur-Vire (2016 → )      |

Le conseil municipal est composé de vingt-neuf membres dont le maire et sept adjoints.

### Jumelages
- Bordon (Royaume-Uni).

## Population et société

### Démographie

#### Évolution démographique de la commune nouvelle
L'évolution du nombre d'habitants est connue à travers les recensements de la population effectués dans la commune depuis sa création.
En 2022, la commune comptait 4 136 habitants, en évolution de +1,92 % par rapport à 2016 (Manche : −0,31 %, France hors Mayotte : +2,11 %).
Condé-sur-Vire est la commune la plus peuplée de son canton.
| 2015  | 2016  | 2017  | 2022  |
| ----- | ----- | ----- | ----- |
| 4 082 | 4 058 | 4 027 | 4 136 |

#### Évolution démographique de l'ancienne commune
| 1793  | 1800  | 1806  | 1821  | 1831  | 1836  | 1841  | 1846  | 1851  |
| ----- | ----- | ----- | ----- | ----- | ----- | ----- | ----- | ----- |
| 2 151 | 2 246 | 2 146 | 2 136 | 2 164 | 2 110 | 2 071 | 2 104 | 2 078 |

| 1856  | 1861  | 1866  | 1872  | 1876  | 1881  | 1886  | 1891  | 1896  |
| ----- | ----- | ----- | ----- | ----- | ----- | ----- | ----- | ----- |
| 2 003 | 2 011 | 1 823 | 1 780 | 1 740 | 1 713 | 1 672 | 1 675 | 1 566 |

| 1901  | 1906  | 1911  | 1921  | 1926  | 1931  | 1936  | 1946  | 1954  |
| ----- | ----- | ----- | ----- | ----- | ----- | ----- | ----- | ----- |
| 1 504 | 1 364 | 1 373 | 1 282 | 1 408 | 1 397 | 1 398 | 1 294 | 1 509 |

| 1962  | 1968  | 1975  | 1982  | 1990  | 1999  | 2008  | 2013  | 2018  |
| ----- | ----- | ----- | ----- | ----- | ----- | ----- | ----- | ----- |
| 1 952 | 2 621 | 3 035 | 3 091 | 3 000 | 2 984 | 3 255 | 3 374 | 3 323 |

### Manifestations culturelles et festivités

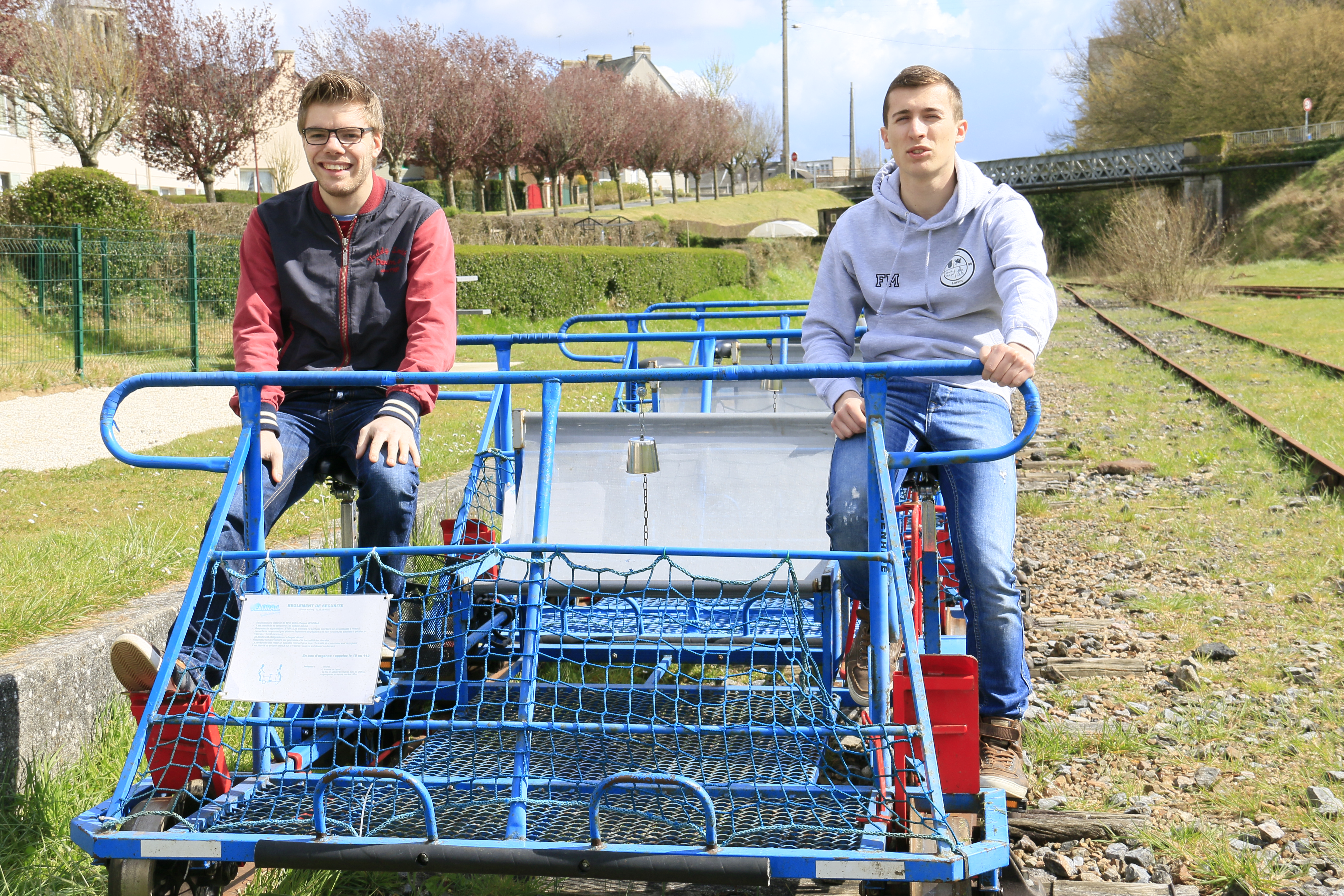
Une des dix-neuf cyclo-draisines du Vélorail de Condé-sur-Vire.

Vélorail : une association gère une portion de 5,5 km de voie ferrée de l'ancienne ligne SNCF de Saint-Lô à Guilberville entre les gares de Condé-sur-Vire et de Gourfaleur. Dix-neuf cyclo-draisines (quatre à cinq places) sont louées toute l'année pour effectuer ce trajet de 11 km (aller-retour avec manœuvre pour changement de sens au terminus de Gourfaleur) qui emprunte le pont ferroviaire métallique de type Eiffel de Sainte-Suzanne-sur-Vire. Le parcours présente deux véritables passages à niveau.
En 2016, la commune accueille l'élection de Miss Manche pour la deuxième année consécutive.
Un concours de maisons fleuries est organisé. Il est élargi depuis 2016 à l'ensemble de la commune nouvelle.

### Sports
- Condé sports fait évoluer une équipe senior de football en ligue de Basse-Normandie et trois autres en divisions de district[69].
- Canoë-kayak : base de loisirs de canoë-kayak de Condé-sur-Vire.
  - Kayak-polo : champion de France N1 en 2002, de 2004 à 2011 puis à nouveau en 2014. Font notamment partie de l'équipe Maxime Gohier et François Barbey, par ailleurs triples champions du Monde avec l'équipe de France.
  - Course en ligne : Nathalie Marie, plusieurs titres nationaux et internationaux, figure emblématique du kayak à Condé-sur-Vire.
- Tir sportif : l'Entente de tir de Condé-sur-Vire (ETCV) créée en 2009, affiliée à la Fédération française de tir :
  - tir de loisirs et de compétition au gymnase ;
  - disciplines pistolet et carabine à air comprimé à 10 m et arbalète field à 10 et 18 m ;
  - titres départementaux, régionaux et nationaux ;
  - école de tir labellisée cibles couleurs.

## Économie
- Union laitière normande
- Elle & Vire

## Culture locale et patrimoine

### Lieux et monuments

#### Patrimoine religieux

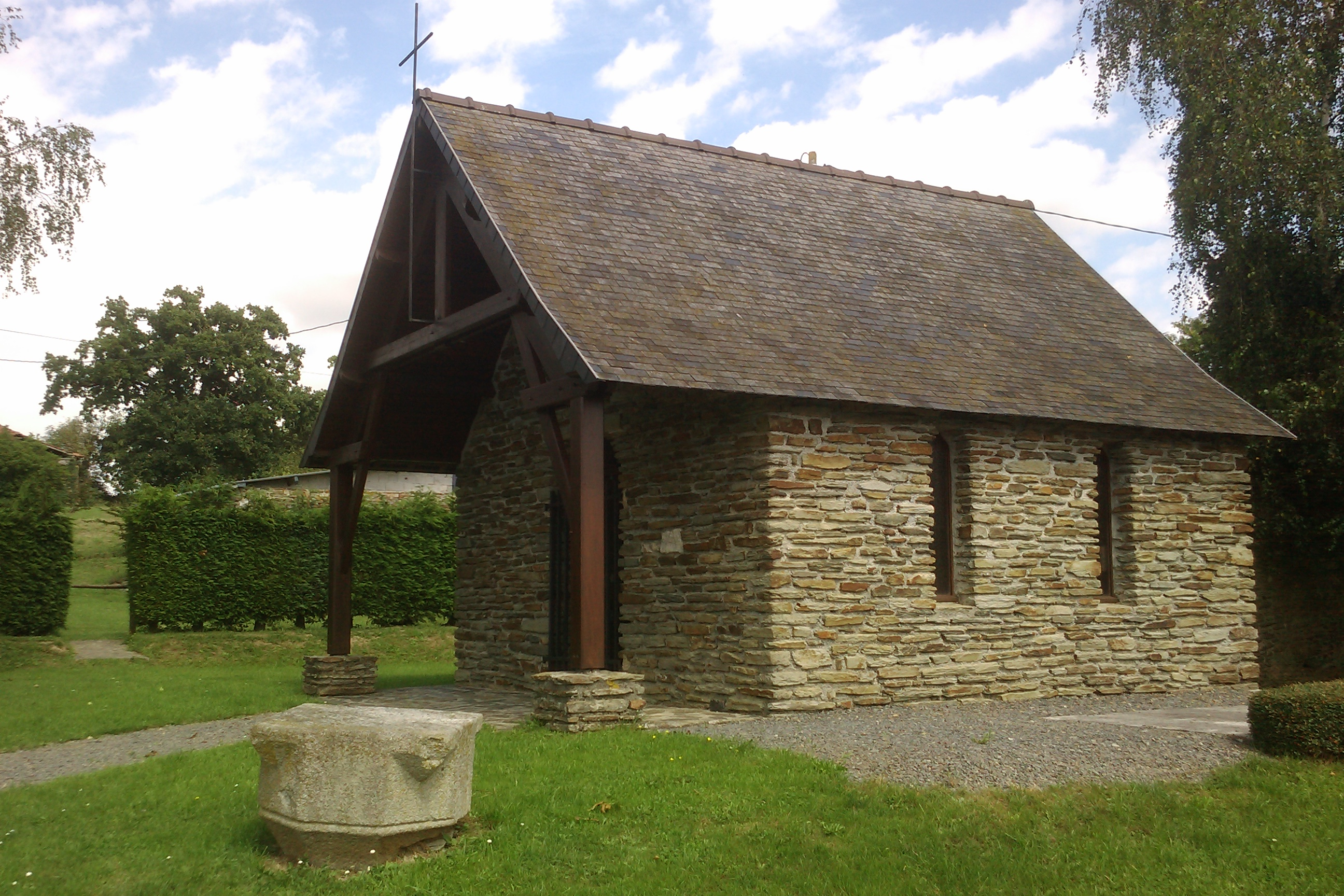
La chapelle Saint-Jean-de-Brébeuf.

- Église Saint-Martin des XIIe, XIVe – XXe siècles, avec clocher de style roman et une nef construite en 1131[70]. Deux chapelles adjacentes ont été bâties en 1310. Trois nouvelles cloches ont été posées en 1688 et une grosse cloche en 1830. En partie détruite en juillet 1944, elle est reconstruite après la Seconde Guerre mondiale de 1950 à 1954 par l'architecte Léon Grandin et est bénite le 7 juin 1959[70].

Elle abrite une Vierge à l'Enfant assise en bois du XIVe classée au titre objet aux monuments historiques, une verrière du XIVe de Mauméjean, et des peintures de Robert Raoul André Guinard du XIVe marouflées sur bois.
- Chapelle Saint-Jean-de-Brébeuf (1993), construite à l'occasion du quatrième centenaire de la naissance du saint (Jean de Brébeuf) et financée par une souscription publique et une subvention de l'évêché de Coutances[72].
- Église Notre-Dame du Mesnil-Raoult du XIXe siècle et reconstruction, abritant une Vierge à l'Enfant du XVe siècle (classée au titre objet aux monuments historiques), ainsi qu'une statue de saint Jean Baptiste.
- Chapelle sur le site appelé la Chapelle-sur-Vire, néo-gothique de la fin du XIXe siècle, abritant un retable dont trois bas-reliefs et deux hauts-reliefs sont classés au titre objet aux monuments historiques[73]. Le site pittoresque en vallée de la Vire, qui était précédemment occupé par la chapelle Notre-Dame-sur-Vire datant de la fin du XIIe siècle[74], est depuis le Moyen Âge un lieu de pèlerinage marial important.
- L'église Saint-Lô de la fin du XIXe siècle), néo-gothique également, dominant la colline sur laquelle est situé le bourg, est visible de beaucoup de points de vue alentour.
- Ancienne abbaye de la Boulaye.

#### Patrimoine civil
- L'usine Elle & Vire.
- Le site des Roches de Ham, en partie sur le territoire communal.
- Manoir d’Arganchy du XVe siècle.
- Manoir du Pont du XVIe restauré au XVIIIe siècle[75].
- Manoir de la Bélinière du XVIe siècle.
- Château de Brébeuf où naquit Guillaume de Brébeuf, auteur de Pharsale.
- Le pont de la Roque.
- Anciens moulins du Hamel (1800), de Chatresac (1878), et de Vire (1888). Celui de Trécœur du XVIIIe siècle a été rasé en 1944[55].

#### Site naturel
- Panorama des roches de Ham, site classé.

### Équipements culturels
- La salle Condé Espace.
- Salle de cinéma située à la mairie (place Auguste-Grandin).

### Personnalités liées à la commune
- Saint Jean de Brébeuf (né le 25 mars 1593 ou 1594 à la Boissée (Condé-sur-Vire) ou Bayeux, mort à Saint-Ignace au Canada le 16 mars 1649)[55]. Le manoir seigneurial de sa famille se trouvait à Condé-sur-Vire.
- Raymond Brulé (1897-1944)[55], distillateur à Condé-sur-Vire, résistant, mort en déportation
- Lucien Georges Surmonne, né en 1901 sur les bords du canal de l'Ourcq, artiste peintre, y séjourna à partir de 1945 jusqu'à sa mort en 1991. Il réalisa, entre autres, de nombreuses toiles ou aquarelles des roches de Ham, joyau de la vallée de la Vire.

### Héraldique
| Blason de Condé-sur-Vire | Blason  | De sinople à la rivière en bande ondée, accompagnée, en chef, d'un bœuf furieux et, en pointe, d'une cane à lait, le tout en ombre au trait d'argent. |
| Blason de Condé-sur-Vire | Détails | |